# مجتمع سنگبری‌های سفیدکوه تفت
مجتمع سنگبری‌های سفیدکوه تفت روستایی در دهستان پیشکوه بخش مرکزی شهرستان تفت استان یزد ایران است.

## جمعیت
بر پایه سرشماری عمومی نفوس و مسکن در سال ۱۳۹۵ جمعیت این روستا ۱۰۰ نفر (۲۳خانوار) بوده‌است.